# Гора (Порховский район)
Гора — деревня в Порховском районе Псковской области России. Входит в состав Славковской волости.

## География
Находится в восточной части региона, в западной части района и волости, на северо-западе волости, в пределах Прибалтийской низменности, в зоне хвойно-широколиственных лесов, при автодороге 58А-309, в 63 км к юго-западу от города Порхова и в 5 км к западу от деревни Верхний Мост, бывшего волостного центра.

### Климат
Климат характеризуется как умеренно континентальный, влажный, с умеренно мягкой зимой и относительно тёплым летом. Среднегодовая температура — 4,4 °C. Средняя многолетняя температура самого холодного месяца (января) составляет −8 °С, средняя температура самого тёплого (июля) — 17,3 °С. Период активной вегетации растений (с температурой выше 10°С) составляет 130 дней Среднегодовое количество осадков — около 725 мм, из которых 70 % выпадает в тёплый период. Снежный покров держится около 125—130 дней.

## История
На карте Псковской губернии 1888 года обозначена как Горы.
В 1941—1944 гг. местность находилась под фашистской оккупацией войсками Гитлеровской Германии.
Деревня Гора в советские и в первые постсоветские годы входила в Верхнемостский сельсовет, который Постановлением Псковского областного Собрания депутатов от 26 января 1995 года переименован в Верхнемостскую волость.
Законом Псковской области от 30 марта 2015 года Верхнемостская волость была упразднена и деревня Гора включена в состав Славковской волости.

## Население
| 2001 | 2002 | 2010 |
| ---- | ---- | ---- |
| 110  | ↘87  | ↘75  |

### Национальный состав
Согласно результатам переписи 2002 года, в национальной структуре населения русские составляли 98 % от общей численности в 87 чел..

## Инфраструктура
Личное подсобное хозяйство с зоной сельскохозяйственного использования, индивидуальная застройка усадебного типа.
Дом культуры, медицинский пункт.

## Транспорт
Остановка общественного транспорта «Гора».